# Jardin de la Rue-Paturle
Le jardin de la Rue-Paturle est un espace vert du 14e arrondissement de Paris, en France.

## Situation et accès
Le jardin est accessible par le 1, rue Paturle.
Il est desservi par la ligne 13 à la station Porte de Vanves.

## Origine du nom
Il doit son nom à la proximité de la rue Paturle, qui doit son nom à l'homme politique français Jacques Paturle (1779-1858).

## Historique
Le jardin est créé en 1978.